# Рыуге (волость)
Ры́уге (эст. Rõuge) — бывшая волость в Эстонии, в составе уезда Вырумаа. Административный центр волости — посёлок Рыуге.
В состав волости входили 108 деревень. Площадь волости составляла 263,7 км².

## Число жителей
Число жителей волости по состоянию на 1 января 2010 года составляло 2284 человека, по состоянию на января 2017 года —2150 человек.

## История
В первой половине I тысячелетия нашей эры в долине Рыуге на мысу между озером Лийнъярв и долиной Ээбикуорг располагалось селище Рыуге. Примерно в VIII веке в верхней части мыса появилось небольшое городище Рыуге площадью 850 м², построенное из земли и брёвен. Городище существовало до XI века. За это время оно шесть раз горело и шесть раз отстраивалось заново. На городище были найдены арабские монеты VIII—IX веков.
В Рыуге, Изборске, Камно, Пскове, Ладоге и других местах на северо-западе Руси в VIII—IX веках получили распространение литейные формочки из известняка в результате возрождения моды на подобные украшения, выработанные в пражской культуре ранних славян на рубеже VI—VII веков. Толстостенная керамика рыугеского типа была более грубой по изготовлению, чем керамика на севере нынешней Эстонии. Родственным рыугеской культуре является поселение VII—IX веков на площадке псковского городища.
В результате административно-территориальной реформы волость Рыуге была объединена с волостями Мынисте, Миссо, Варсту и Хаанья в новую волость Рыуге.

## География
На территории волости находится озеро Мурати.

## Деревни волости
Аабра, Аугли, Ахитса, Вадса, Ванамыйза, Вийтина, Виликсаары, Вяйку-Рууга, Йугу, Кавылди, Кадыни, Каку, Калука, Караски, Карба, Каугу, Кахру, Келлямяэ, Кийди, Когры, Кокы, Кокыйюри, Кокымяэ, Колга, Кукласы, Кургъярве, Курвитса, Кууда, Кяхри, Кянгсепя, Лаоссаары, Лаури, Лийвакупалу, Листаку, Лутика, Люккя, Рыуге-Матси, Микита, Мудури, Мухкамытса, Муна, Мурдымяэ, Кахрила-Мустахамба, Мыылу, Мярди, Мёльдри, Нильбы, Ногу, Нурси, Ортумяэ, Паабурисса, Паэбоя, Петракууди, Пугысту, Пулли, Пыдра, Пыру, Пярлийыэ, Пюсся, Расва, Раудсепя, Ребязе, Ребяземыйза, Рийтсилла, Ристемяэ, Рооби, Рууксу, Саарласы, Савиору, Садрамытса, Саки, Сандисуу, Сика, Сикалааны, Симмули, Соомыору, Соэкырдси, Соэмыйза, Сууры-Рууга, Сянна, Таллима, Таудса, Тиаласы, Тийду, Тилгу, Тинди, Тоодси, Тсиргупалу, Тюэтси, Удсали, Утесуу, Хаабсилла, Хаки, Халлимяэ, Хандимику, Ханси, Хапсу, Хейбри, Хеэду, Хину, Хорса, Хотымяэ, Хурда, Хярямяэ, Цуцу, Яанипеэбу, Ярвекюля, Ярвепалу.